# Georgenberg (Micheldorf in Oberösterreich)
Der Georgenberg ist ein 594 m hoher Bergkegel im Gemeindegebiet von Micheldorf in Oberösterreich. Zur gotischen, später barockisierten Georgikirche auf der Bergkuppe führt jedes zweite Jahr ein Georgiritt.

## Geschichte
Als St. Jörgerberg wurde er 1334 erstmals urkundlich erwähnt. Es ist allerdings wahrscheinlich, dass der Berg bereits im zweiten Jahrtausend vor Christus besiedelt war. Am Ort der jetzigen Kirche stand zu keltischer Zeit ein Heiligtum, das in römischer Zeit durch eine frühchristliche Kirche ersetzt wurde. Ein an deren Chor gebautes hölzernes Langhaus aus karolingischer Zeit wich im 12. Jahrhundert einem Steinbau. Zur Zeit der Reformation war die Kirche ein evangelisches Gotteshaus unter der Herrschaft Pernstein (Burg Altpernstein). Der Bau brannte mehrmals durch Blitzschlag ab, aber wurde jedes Mal wieder aufgebaut. Im späten 18. Jahrhundert sollte er abgebrochen werden, aber zwei Micheldorfer Sensengewerken erwarben ihn 1788 für 120 Gulden. In den Jahren 1975 bis 1981 restaurierten Gemeinde und Pfarre die Kirche gemeinsam. Heute ist sie als Tauf- und Hochzeitskirche noch immer im Besitz der Gemeinde Micheldorf.

### Galerie

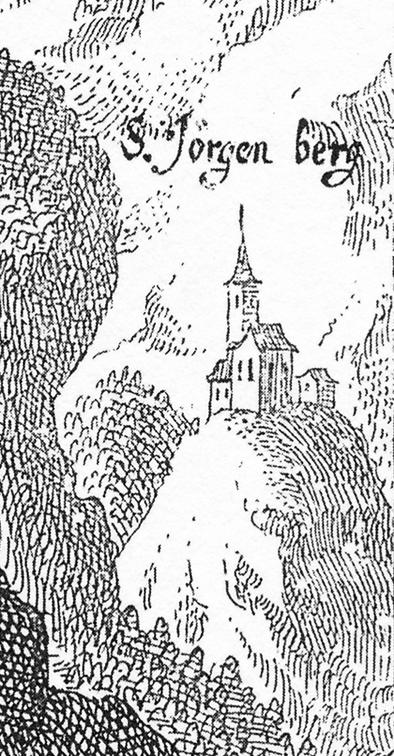
S. Jorgen berg. Detail aus einer Ansicht Altpernsteins (erschienen 1674)
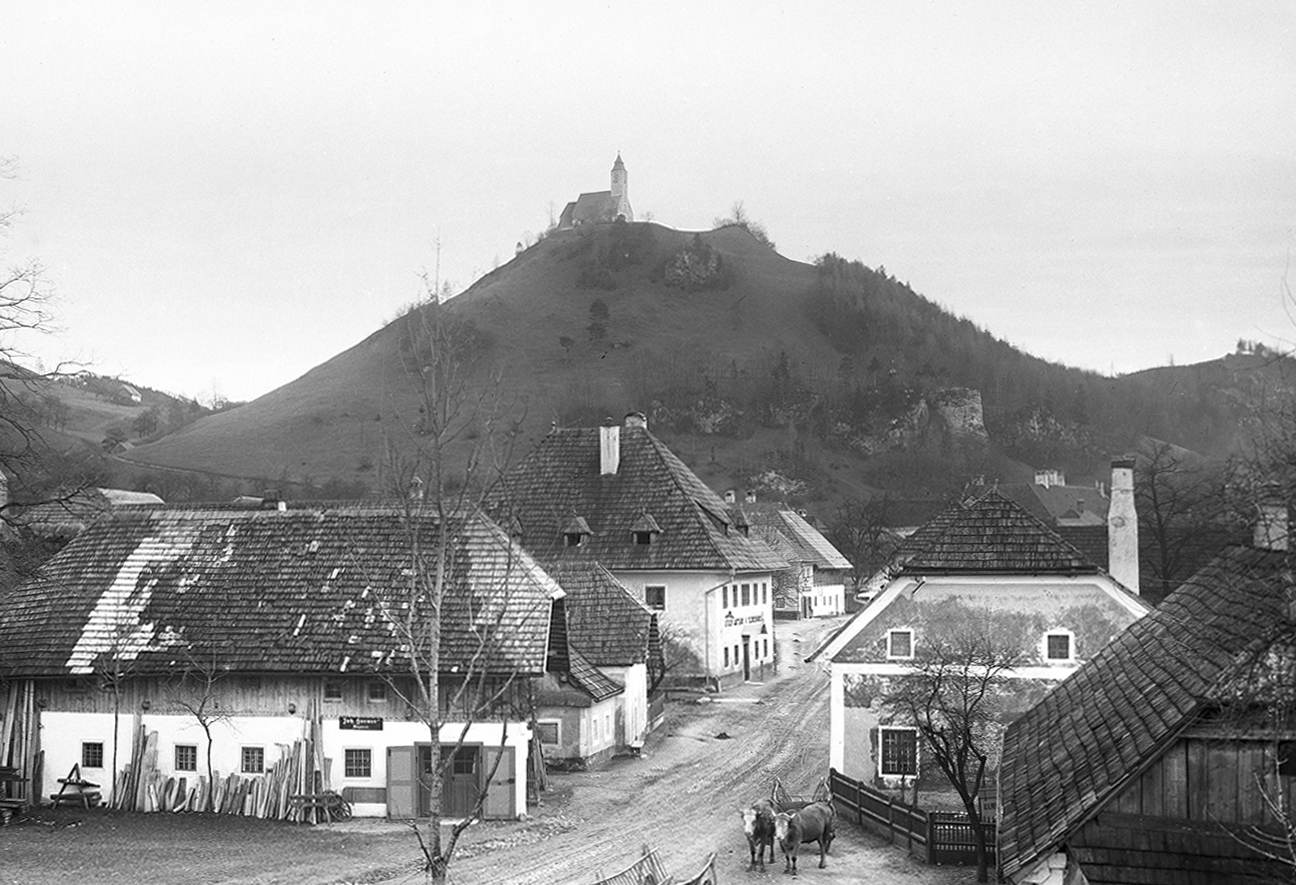
Micheldorf mit Georgenberg um 1900
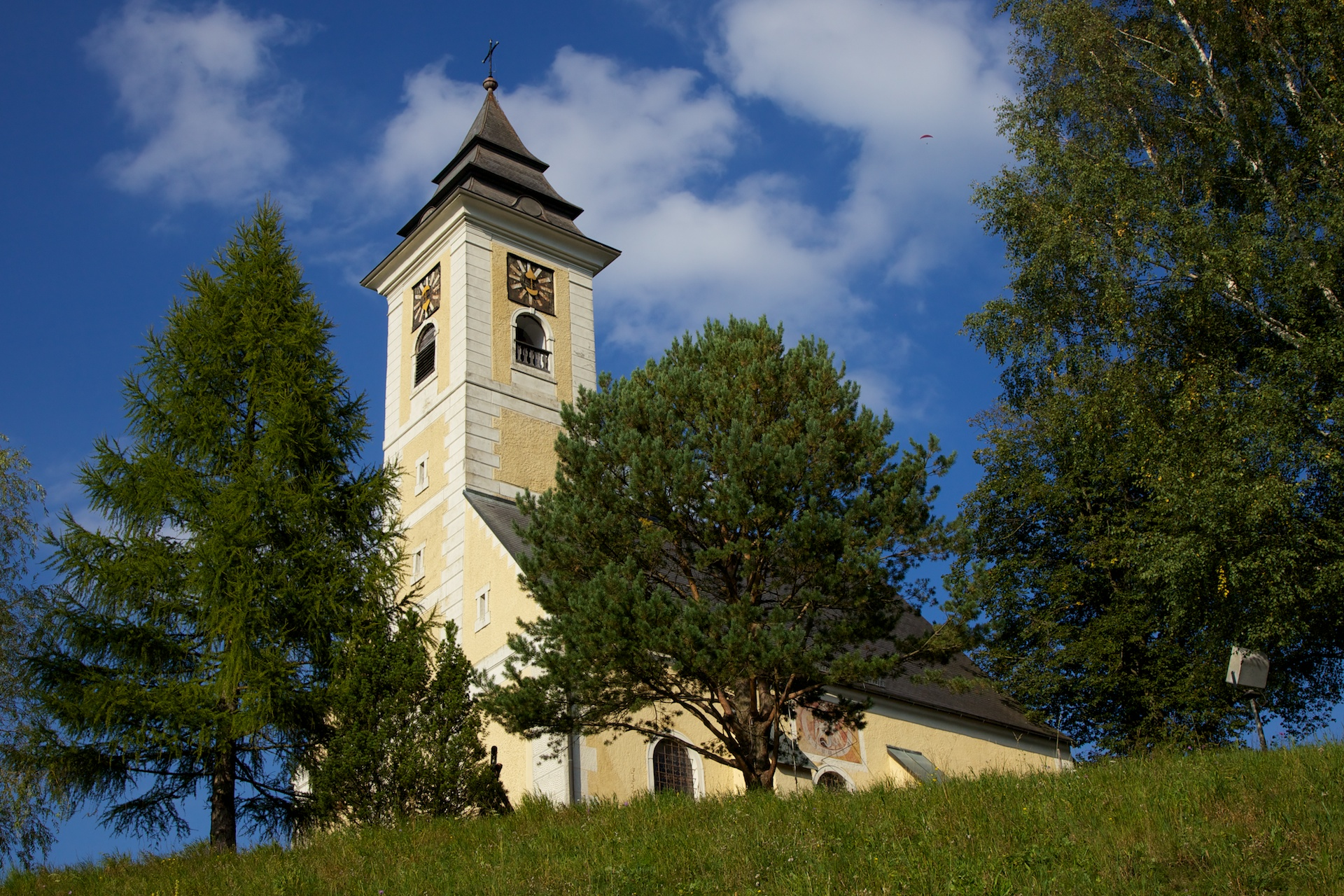
Die Georgikirche
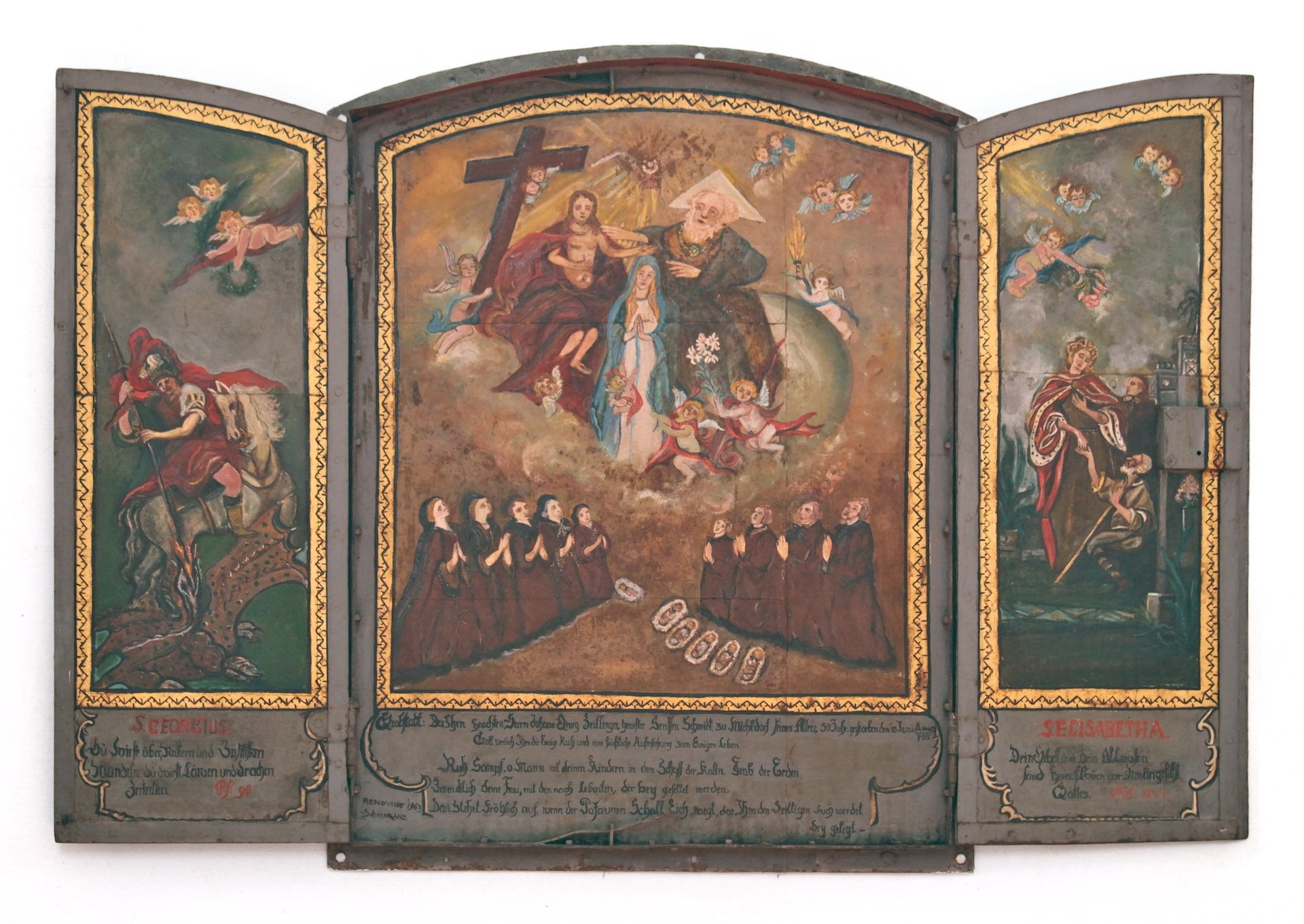
Grabtafel des Johann Georg Zeitlinger, Sensenschmied an der Zinne

### Funde
Gefunden wurden Münzen der keltischen Boier, sowie Stücke aus der römischen Zeit, dem Mittelalter, sowie der (frühen) Neuzeit. Die Streuung beträgt beinahe 1800 Jahre. Es wurden zahlreiche Kindergräber in Felströgen und einige wenige Erwachsengräber entdeckt. Der Erhaltungszustand war allerdings schlecht. Es gibt einige wenige Grabbeigaben, wie zum Beispiel einen Bronzering oder eine Polyederperle aus blauem Glas.